# Scherbentalbach
Der Scherbentalbach (auch Scherbenbach genannt) ist ein 2,6 km langer Bach in Baden-Württemberg, der in Lienzingen im Enzkreis von links in den Schmiebach mündet.

## Name
Der Bach wird 1511 als Scherbenbach erstmals schriftlich genannt. Im Lienzinger Lagerbuch von 1771 wird er als Kiesbach bezeichnet. Das Bestimmungswort im Namen Scherbenbach bezieht sich auf die zahlreichen römischen Keramikscherben im angrenzenden Gewann „Scherbental“.

## Geographie

### Verlauf
Der Scherbentalbach entsteht südlich des Hambergs etwa auf 270 m ü. NHN zwischen Maulbronn, Zaisersweiher, Schmie und Lienzingen nahe der Gemarkungsgrenze der beiden letztgenannten Orte. Er fließt in südöstliche Richtung. Nach etwa 700 m erreicht er die Randlage des Lienzinger Riegenwaldes, wo er an zwei künstlich angelegten Waldseen vorbeifließt. Bei etwa einem Kilometer Flusslauf mündet ein namenloser Bach aus dem Katzenwald von links in den Scherbentalbach. Nach ca. weiteren 150 m nimmt er seinen zweiten und letzten Zufluss von der anderen Seite auf. Danach erreicht er das sogenannte Scherbental und passiert den links stehenden Katzenberg. Ab etwa 450 m vor seiner Mündung läuft er als Dorfgraben durch Lienzingen, bevor er schließlich auf 245 m ü. NHN von links in den Schmiebach einfließt.

### Einzugsgebiet
Der Bach hat ein rund 4,4 km² großes Einzugsgebiet, das naturräumlich zur Gänze im Unterraum Südwestlicher Strombergrand des Strom- und Heuchelbergs
liegt. Die höchste Erhebung ist der 366,9 m ü. NHN erreichende Kamm des Eichelbergs im Norden. Darunter liegt im Nordosten in den Gewannen Riegen und Katzenwald ein größeres Waldgebiet, der überwiegende Teil des Einzugsgebietes ist aber offen und wird meist beackert; am offenen linken Hang des unteren Tals liegen auch einige Obstwiesen. 
Im Nordwesten gibt es einen kurzen Wasserscheidenabschnitt, hinter dem die Salzach über die Saalbach noch oberhalb der Neckarmündung in den Rhein entwässert. Im Norden bilden der Hamberg und der Eichelberg die Grenze zum Gebiet des Schmietränkbachs auf Zaisersweiherer Gemarkung, dessen Abfluss über den Zaisersweiher Bach weiter abwärts in den Schmiebach gelangt. Ansonsten grenzt im Westen, Osten und Süden unmittelbares Einzugsgebiet des Schmiebachs an.
Die westliche Grenze verläuft in etwa entlang der Kreisstraße 4513 zwischen Maulbronn und Schmie und von Schmie grob entlang der B35 und der Knittlinger Straße in Lienzingen.
Etwas über ein Viertel des Einzugsgebietes im Westen liegt im Gebiet der Stadt Maulbronn, das übrige in dem der Stadt Mühlacker, in dem alle Gewässer liegen.

### Zuflüsse und Seen
Hierarchische Liste der Zuflüsse und  Seen, jeweils von der Quelle zur Mündung. Gewässerlänge,  Seefläche und Höhe nach den entsprechenden Layern auf der Onlinekarte der LUBW. Andere Quellen für die Angaben sind vermerkt.
- Passiert auf etwa 258 m ü. NHN einen künstlichen See linksseits im Riegenwald, 0,1 ha.
- Passiert auf etwa 257 m ü. NHN einen künstlichen See linksseits im Riegenwald dicht im oberen Mündungsdreieck des folgenden Zuflusses, 0,3 ha.
- (Waldbach durch den Katzenwald), von links auf etwa 255 m ü. NHN im Riegenwald, 1 km. Entsteht auf etwa 280 m ü. NHN zwischen Zaisersweiher und Lienzingen im Waldgewann Reutsee.
  -  Durchfließt auf etwa 262 m ü. NHN am Unterlauf einen Waldsee im Katzenwald, 0,4 ha.
- (Flurbach), von rechts und auf etwa 253 m ü. NHN zuletzt im Wiesenauengewann Häslach, 0,6 km. Entsteht auf etwa 267 m ü. NHN nordnordwestlich von Lienzingen im Gewann Martinswiesen.
  -  Mündungsnah liegen beidseits um den untersten Lauf drei Teiche im Häslach, zusammen 0,1 ha.

## Geologie
Das Einzugsgebiet liegt im Mittelkeuper. Die längliche Kuppe des Eichelbergs ist von Stubensandstein (Löwenstein-Formation) bedeckt, darunter folgen am Hang die tieferen Mittelkeuperschichte bis hinunter zu den Unteren Bunten Mergeln (Steigerwald-Formation), die nur schwer Wasser aufnehmen. Am Bergfuß beginnt dann eine nur leicht südwärts einfallende, weite Verebnungsfläche aus Schilfsandstein (Stuttgart-Formation), die teils bis über den Lauf des Baches hinwegreicht. Dem schließt sich noch weiter südlich der Gipskeuper (Grabfeld-Formation) an, der bis zur Mündung reicht.
Der Gipskeuper ist jedoch meistens durch viel jüngeres Lösssediment aus dem Quartär überlagert, auch in Form von lössführenden Fließerden. Die Talmulde ist ab der Ablösung vom Wald breit und mit holozänem Schwemmsediment erfüllt.

## Schutzgebiete
Gut die Hälfte des Einzugsgebietes im Osten liegt in einem über es ausgreifenden Wasserschutzgebiet. Der größte Teil von ihm liegt im Naturpark Stromberg-Heuchelberg.

### LUBW
Amtliche Online-Gewässerkarte mit passendem Ausschnitt und den hier benutzten Layern: Lauf und Einzugsgebiet des Scherbentalbachs

Allgemeiner Einstieg ohne Voreinstellungen und Layer: Daten- und Kartendienst der Landesanstalt für Umwelt Baden-Württemberg (LUBW) (Hinweise)
1. 1 2  Höhe nach dem Höhenlinienbild auf dem Hintergrundlayer Topographische Karte.
2. 1 2  Höhe nach grauer Beschriftung auf dem Hintergrundlayer Topographische Karte.
3. 1 2  Länge nach dem Layer Gewässernetz (AWGN).
4. ↑  Einzugsgebiet nach dem Layer Basiseinzugsgebiet (AWGN).
5. ↑  Seefläche nach dem Layer Stehende Gewässer.
6. ↑  Schutzgebiete nach den einschlägigen Layern, Natur teilweise nach dem Layer Geschützte Biotope.

### Andere Belege
1. ↑  Friedrich Wissmann: Das Ortsbuch von Lienzingen (Kreis Vaihingen, Enz). Hrsg. zum 1200-Jahr-Jubiläum von der Gemeinde. Ludwigsburg 1970, S. 351.
2. ↑  Friedrich Huttenlocher, Hansjörg Dongus: Geographische Landesaufnahme: Die naturräumlichen Einheiten auf Blatt 170 Stuttgart. Bundesanstalt für Landeskunde, Bad Godesberg 1949, überarbeitet 1967. → Online-Karte (PDF; 4,0 MB)
3. ↑  Geologie nach den Layern zu Geologische Karte 1:50.000 auf: Mapserver des Landesamtes für Geologie, Rohstoffe und Bergbau (LGRB) (Hinweise)